# The Zodiac
The Zodiac er en amerikansk mysterium / psykologisk thriller, horrorfilm fra 2006 baseret på virkelige hændelser i forbindelse med Zodiac Killer, en seriemorder, der var aktiv i og omkring det nordlige Californien i 1960'erne, og som aldrig blev fanget. The Zodiac er instrueret af Alexander Bulkley og skrevet af ham og hans bror, Kelley Bulkley.

## Rolleliste
- Justin Chambers som Det. Matt Parish
- Robin Tunney som Laura Parish (Matt Parish kone)
- Rory Culkin som Johnny Parish (Matt og Laura Parish søn)
- Philip Baker Hall som Chief Frank Perkin
- Brian Bloom som Zodiac Killer (stemme)
- Brad Henke som Bill Gregory
- Marty Lindsey som Zodiac Killer.
- Rex Linn som Jim Martinez
- William Mapother som Dale Coverling